# László Sternberg
László Sternberg (28 maggio 1905 – 4 luglio 1982) è stato un calciatore ungherese, di ruolo difensore.

## Palmarès

### Giocatore

#### Competizioni nazionali
- Campionato ungherese: 2

Újpest: 1932-1933, 1934-1935